# Leesbaarheidstest
Sinds 2005 heeft het Europees Geneesmiddelenbureau (European Medicines Agency, EMeA) aan farmaceuten een leesbaarheidstest verplicht gesteld. Door middel van een leesbaarheidstest  moet de farmaceut aantonen dat de bijsluiter begrijpelijk en duidelijk zijn voor de mensen die de betreffende medicijnen gebruiken. Leesbaarheidstesten dienen ter bescherming van de gebruiker. Gebruikers moeten de bijsluiter kunnen raadplegen om veilige en accurate beslissingen te nemen omtrent hun medicijngebruik. De test op zich verbetert de bijsluiter niet, maar geeft een duidelijke indicatie of de bijsluiter eenduidig is en op welke punten de bijsluiter verbeterd zou kunnen worden.

## Onderdelen
In een leesbaarheidstest komen de volgende onderdelen aan de orde:
- de technische leesbaarheid, zoals papiersoort, lettertype en lay-out van de bijsluiter;
- de vindbaarheid van de informatie;
- de begrijpelijkheid van de informatie;
- de toepasbaarheid van de informatie (Kan men juist en veilig handelen op basis van de informatie in de bijsluiter?)